# Anisotes macrophyllus
Anisotes macrophyllus är en akantusväxtart som först beskrevs av Gustav Lindau, och fick sitt nu gällande namn av Hermann Heino Heine. Anisotes macrophyllus ingår i släktet Anisotes och familjen akantusväxter. Inga underarter finns listade i Catalogue of Life.